# MRAP
MRAP står for Mine-Resistant Ambush Protected og refererer til en type pansret køretøj, der er designet til at modstå miner og improviserede eksplosive enheder (IED'er) samt beskytte besætningen mod angreb og skud. Disse køretøjer blev udviklet i kølvandet på konflikterne i Irak og Afghanistan, hvor vejsidebomber blev en alvorlig trussel mod militære køretøjer.
MRAP-køretøjer er kendetegnet ved deres V-formede bunde, der hjælper med at aflede eksplosioner væk fra besætningen og reducere skader. De har også kraftigere pansring og affjedringssystemer for at håndtere terrænet og minimere de skadelige virkninger af eksplosioner.
MRAP-køretøjer bruges primært af militære enheder verden over til at beskytte deres personel mod vejsidebomber og andre eksplosive trusler under konfliktzoner eller farlige områder. De findes i forskellige størrelser og konfigurationer, herunder transportkøretøjer, patruljekøretøjer og specialiserede køretøjer til forskellige formål.